# Замкнутая система (механика)
Замкнутая система (механика) — система тел, находящаяся на столь большом расстоянии от всех остальных тел Вселенной, что можно пренебречь их воздействием на тела рассматриваемой системы. Тела, входящие в замкнутую или изолированную систему, могут взаимодействовать только между собой и не могут взаимодействовать со всеми остальными телами Вселенной. Понятие изолированной системы применяется не только в классической, но и в квантовой механике.

## Свойства
Одни авторы считают понятия замкнутой и изолированных систем тождественными друг другу, другие авторы считают их различающимися.
Сторонники второй точки зрения считают, что следует отличать замкнутую систему и изолированную:
- изолированной называется такая система тел, на которую не действуют другие тела;
- замкнутой называется такая система тел, для которой равнодействующая всех внешних сил равна нулю.

С их точки зрения, изолированная система всегда является замкнутой, но не наоборот.
Понятие замкнутой системы является идеализацией, так как гравитационные силы распространяются при любых расстояниях между объектами. Эта идеализация приближенно справедлива, когда силы воздействия со стороны объектов, не входящих в систему, пренебрежимо малы по сравнению с силами, действующими между объектами системы.
Например, Солнечную систему рассматривают как замкнутую систему при изучении взаимодействий между всеми входящими в нее телами и игнорировании воздействий на тела, входящие в Солнечную систему, со стороны других материальных объектов Вселенной.
Важность понятия замкнутой механической системы определяется тем, что законы сохранения импульса, момента импульса и энергии выполняются только в замкнутых системах тел. Также понятие замкнутой системы существенным образом используется при определении понятий однородности времени, однородности и изотропности пространства. Перед решением любой механической задачи, как правило, необходимо сначала определить замкнутую систему тел, так как только для изолированной механической системы может быть детерминистически предсказано её будущее на основе знания её начальных условий и уравнений движения.
В неинерциальных системах отсчёта не может быть замкнутых систем, так как для любого из тел системы силы инерции всегда являются внешними силами.
Если замкнутая механическая система состоит только из одной материальной точки, не подвергающейся внешним воздействиям, то она называется свободной материальной точкой.
Всю Вселенную в целом нельзя рассматривать как замкнутую систему.

## Незамкнутая механическая система
Незамкнутой механической системой называется механическая система, взаимодействующая с другой механической системой. Это взаимодействие может проявляться как в действии механических сил на незамкнутую систему (например, при явлении вынужденных колебаний), так и в изменении со временем параметров незамкнутой системы (например, при явлении параметрического резонанса).
Если другая механическая система совершает известное движение, то удобно обе механических системы рассматривать как одну объединённую замкнутую механическую систему. В этом случае действие механических сил со стороны одной её части на другую задаётся посредством учета влияния создаваемого ей внешнего поля на потенциальную энергию объединённой системы.

## Внутренние и внешние силы
Внутренними силами называются силы взаимодействия между точками рассматриваемой системы. Исходя из третьего закона Ньютона, легко доказать, что главный вектор всех внутренних сил системы и главный момент этих сил относительно произвольной точки равны нулю при равновесии системы и при ее произвольном движении.
Внешними силами называются механические силы, с которыми действуют на тела и точки механической системы тела и точки, не входящие в рассматриваемую систему.
Замкнутой системой называется такая система материальных точек или тел, на каждое из которых не действуют внешние силы.